# Michael Reusch
Michael Reusch (3 febbraio 1914 – Rothrist, 6 aprile 1989) è stato un ginnasta svizzero.

## Palmarès

### Olimpiadi
- Oro a Londra 1948 nelle parallele simmetriche.
- Argento a Berlino 1936 nelle parallele simmetriche.
- Argento a Berlino 1936 nel concorso a squadre.
- Argento a Londra 1948 negli anelli.
- Argento a Londra 1948 nel concorso a squadre.